# Swaffham
Swaffham è un paese di 6 935 abitanti della contea del Norfolk, in Inghilterra.